# ARTMS
ARTMS(아르테미스)는 대한민국의 5인조 걸 그룹이다.

## 구성원
| 이름 | 소개                                                                                          |
| ---- | --------------------------------------------------------------------------------------------- |
| 진솔 | - 본명: 정진솔(鄭眞率) - 출생일: 1997년 6월 13일(28세) - 출생지: 대한민국 서울특별시 동대문구 |
| 하슬 | - 본명: 조하슬(趙하슬) - 출생일: 1997년 8월 18일(27세) - 출생지: 대한민국 전라남도 순천시     |
| 김립 | - 본명: 김정은(金定恩) - 출생일: 1999년 2월 10일(26세) - 출생지: 대한민국 충청북도 청주시     |
| 희진 | - 본명: 전희진(田姬振) - 출생일: 2000년 10월 19일(24세) - 출생지: 대한민국 대전광역시         |
| 최리 | - 본명: 최예림(崔𣫙冧) - 출생일: 2001년 6월 4일(24세) - 출생지: 대한민국 경기도 부천시        |

## 음반 목록

### 정규
- 2024년 5월 31일 《DALL》

### EP
- 2025년 6월 13일 《Club Icarus》

### 싱글
- 2023년 12월 1일 《The Carol 3.0》
- 2024년 3월 29일 《Birth》 (선공개 싱글)
- 2024년 4월 11일 《Flower Rhythm》 (선공개 싱글)
- 2024년 4월 25일 《Candy Crush》 (선공개 싱글)
- 2024년 5월 10일 《Air》 (선공개 싱글)
- 2025년 4월 4일 《Burn》

## 수상 목록

### 시상식
- 2025년 한터뮤직어워즈 이머징 아티스트상